# دیوید سدلر
دیوید سدلر (به انگلیسی: David Sadler) بازیکن فوتبال زادهٔ ۵ فوریه ۱۹۴۶ اهل کشور انگلستان که سابقهٔ بازی در تیم ملی فوتبال انگلستان را در کارنامهٔ خود دارد. وی در تاریخ ۲۲ نوامبر ۱۹۶۷ نخستین بازی ملی خود را در مقابل تیم ملی فوتبال ایرلند شمالی انجام داد و با حضور در ۴ بازی ملی، در تاریخ ۲۵ نوامبر ۱۹۷۰ واپسین بازی ملی‌اش را در برابر تیم ملی فوتبال آلمان شرقی برگزار کرد.